# 9668 Tianyahaijiao
A 9668 Tianyahaijiao (ideiglenes jelöléssel 1997 LN) a Naprendszer kisbolygóövében található aszteroida. A Beijing Schmidt CCD Asteroid Program keretében fedezték fel 1997. június 3-án.